# Drogheda

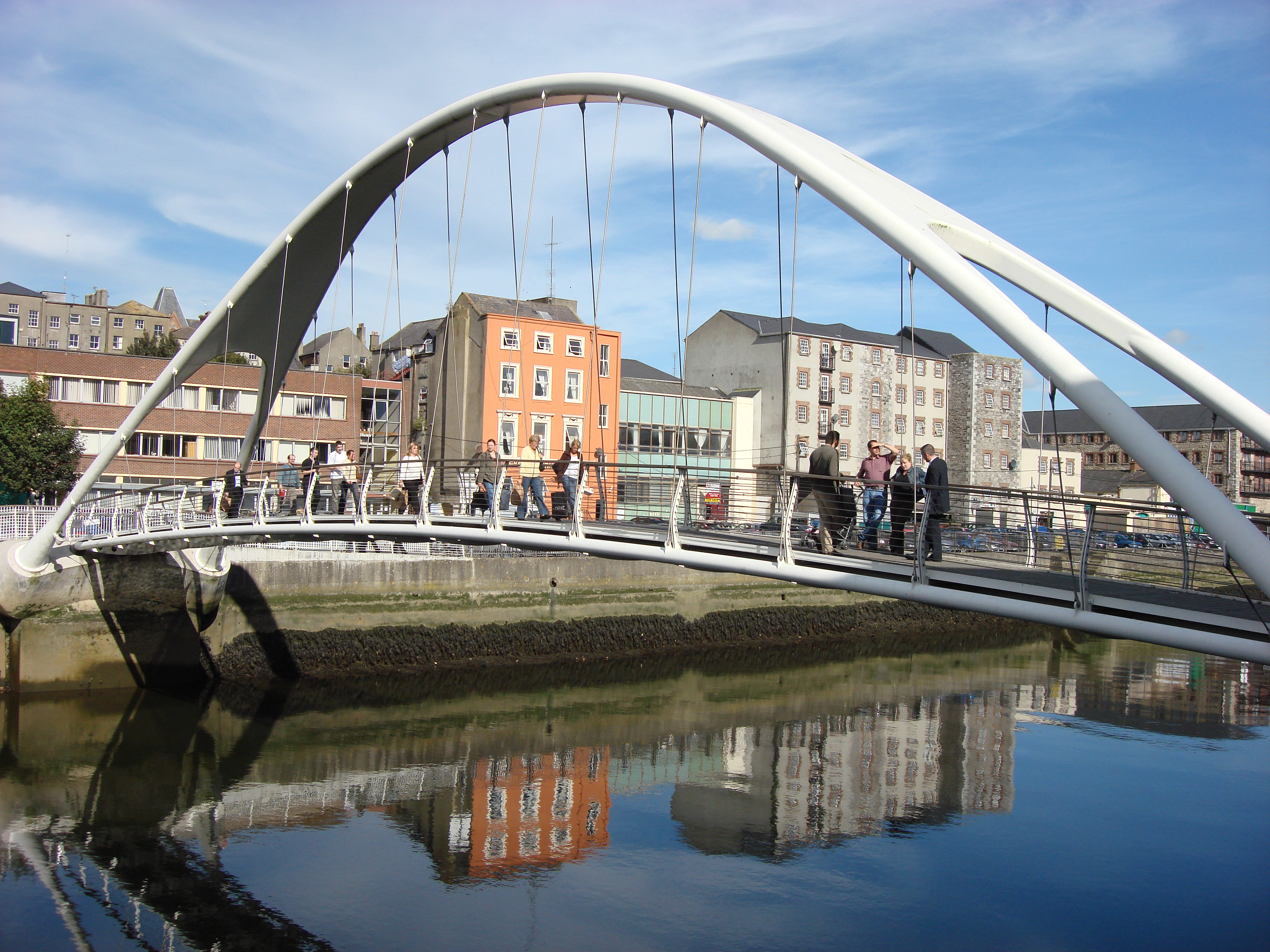
Lacy híd

Drogheda (IPA: drɒhədə vagy [drɔ:də]; írül Droichead Átha, jelentése ’a gázló hídja’) ipari és kereskedelmi város  Louth megyében (Meath megye határának közelében), az Ír-sziget keleti partvidékén, Dublintól 40 km-re északra. A város növekvő népszerűségre tett szert az ingázó dolgozók körében Dublinban. 2006-ban lakosainak száma 28 894 volt, ezzel Drogheda az Ír Köztársaság hetedik legnagyobb városa.
Az elmúlt években Drogheda elvesztette iparvárosi jellegét, mivel az emberek egyre növekvő számban dolgoznak a kiskereskedelemben, a szolgáltatói és technológiai szektorokban.

## Történelem
A város közel fekszik Brú na Bóinne történelmi helyszínéhez, azon belül is a newgrange-i folyosósírhoz, amelyet i. e. 3200-ban építettek. Kereskedelmi őrhely és település létezett a város helyén a római kortól, amelyet Iver Colpa néven ismertek. Magát a várost 911-ben alapították a dánok. Hivatalosan mint várost 1194-ben jegyezték be. Az ír parlament 1494-ben a városba költözött és egy évvel később elfogadta az ún. Poynings törvényt. A várost kétszer ostromolták meg az ír szövetségi háború ideje alatt. A második támadást Oliver Cromwell hajtotta végre 1649 szeptemberében, amely Írország meghódításának nyitánya lett. Cromwell a város lázadó írjei közül mintegy hatezer embert gyilkoltatott meg, mert egyrészt felkelők voltak, másrészt katolikus vallásúak és kelták, akiket Cromwell engesztelhetetlenül gyűlölt és ki akart irtani.

## Drogheda címere
A címerben szereplő kéttornyú kapu a Szent Lőrinc kaput ábrázolja, amelyet még a normannok építettek. A kapu mai napig fennmaradt. A jobb oldalról előbújó hajó jelképezi a város kereskedelmi kikötői státusát. A csillag és a félhold János király pecsétje, aki a városnak oklevelet adományozott. A három oroszlán a három angol oroszlánt jelképezi, mivel Drogheda angol helyőrséggel ellátott várossá vált.

## Érdekességek
1953. május 16-án itt született Pierce Brosnan (teljes nevén: Pierce Brendan Brosnan) színész és producer a St. Mary Kórházban.

## Drogheda ma
1990 években az ír gazdaság expanziójával Drogheda a dubliniak kedvelt lakóhelyévé vált, többen vettek itt házat maguknak és ma ingáznak a fővárosba. A beköltözők növekvő száma hasznára vált a városnak. Sokat fejlődött a közlekedési infrastruktúra, kiépült a Swords és a Balbriggan kerülőút, elkészült a
Boyne folyó hídja. Drogheda belvárosi területe jócskán átformálódott az elmúlt években, két jelentős bevásárlóközpont nyílt és számos országos és nemzetközi kereskedés nyitott boltokat, a város főutcája jelenleg felújítás alatt áll. A Boyne-kábelhíd különösképpen megváltoztatta a városképet.